# تام کلنسی اسپلینتر سل (بازی ویدئویی)
اسپلینتر سل تام کلنسی (به انگلیسی: Tom Clancy's Splinter Cell) عنوان یک بازی ویدئویی در سبک مخفی‌کاری است که توسط یوبی‌سافت مونترآل ساخته شده است و بوسیلهٔ یوبی‌سافت در سال ۲۰۰۲ منتشر شد. این اولین قسمت در مجموعه بازی‌های اسپلینتر سل محسوب می‌شود. سه قسمت نخست این بازی تا سال ۲۰۰۵، دوازده و نیم میلیون نسخه فروش داشته است.

## خلاصه داستان
در اوت ۲۰۰۴، سام فیشر، افسر سابق نیروی دریایی ایالات متحده (Navy SEAL)، به آژانس امنیت ملی (NSA) میپیوندد و بخشی از واحد تازه‌تأسیس "ردیف سوم" میشود که توسط دوست قدیمی‌اش، اروینگ لمبرت، هدایت میشود. دو ماه بعد، فیشر با پشتیبانی آنیا "گریم" گریمزدوتیر (متخصص فنی) و ورنون ویلکس جونیور (مسئول عملیات میدانی)، به گرجستان اعزام میشود تا ناپدید شدن دو مأمور سیا را بررسی کند.
یکی از این مأموران در دولت جدید کمباین نیکولادزه، رئیس‌جمهور گرجستان که پس از ترور پیشینیان خود در یک کودتای بدون خونریزی به قدرت رسیده بود، نفوذ کرده بود. مأمور دوم برای یافتن مأمور اول که ناپدید شده بود، فرستاده شده بود. فیشر کشف میکند که هر دو مأمور به دستور نیکولادزه و توسط ویچسلاو گرینکو، عضو سابق اسپتسناز روسیه، به قتل رسیدهاند. این اتفاق پس از آن رخ داد که مأموران متوجه شدند گرجستان به‌طور پنهانی در حال اجرای یک کمپین پاکسازی قومی در سراسر آذربایجان با استفاده از کماندوهای گرجی است.
پس از افشای این موضوع به جامعه بین‌المللی، ناتو در آذربایجان اقداماتی را آغاز میکند که باعث میشود نیکولادزه به زیرزمینی شدن و مخفی شدن روی آورد.

## شخصیت
شخصیت اصلی این بازی سم فیشر مأمور اِن‌اس‌اِی عملیات سیاه، با صداپیشگی مایکل ایرون ساید است.